# Sassafras
Genre
Classification phylogénétique
Sassafras est un genre de plantes à fleurs de la famille des Lauraceae. Ce sont des arbres qui poussent en Asie, Amérique du Nord et du Sud, principalement cultivés au Brésil et dans certains pays de la péninsule indochinoise (Thaïlande, Cambodge, Viêt Nam). 

## Espèces
- Sassafras albidum
- Sassafras randaiense
- Sassafras tzumu

espèce fossile
- †S. hesperia

## Utilisations

### Principe actif
L'huile essentielle issue des racines du sassafras, l'héliotropine, constitue le précurseur principal de la MDMA.

### Tradition culinaire
De plus, l'une de ses espèces, Sassafras albidum, est utilisée comme épice. Dans la cuisine cadienne, le sassafras moulu, appelé filé, est utilisé pour épaissir les sauces ; cet usage est originaire des cuisines amérindiennes. 

### Cosmétique
Il est utilisé comme parfum et pour aromatiser des crèmes de beauté, savons et shampoings. 
Également connu sous le nom de « Laurier des Iroquois », il est utilisé pour ses propriétés antiseptiques par certains peuples[réf. nécessaire].